# Sutton-at-Hone
Sutton-at-Hone est un village du Kent, en Angleterre.